# Železník
Železník (ungarisch Vaspataka) ist eine Gemeinde im Nordosten der Slowakei mit 457 Einwohnern (Stand 31. Dezember 2024), die im Okres Svidník, einem Kreis des Prešovský kraj sowie in der traditionellen Landschaft Šariš liegt.

## Geographie
Die Gemeinde befindet sich am Südrand der Niederen Beskiden, noch genauer im Bergland Ondavská vrchovina, im Tal der Topľa an einem rechtsseitigen Zufluss. Das Ortszentrum liegt auf einer Höhe von 190 m n.m. und ist zweieinhalb Kilometer von Giraltovce sowie 31 Kilometer von Svidník entfernt.
Nachbargemeinden sind Kračúnovce im Westen, Nordwesten und Norden, Giraltovce im Nordosten, Mičakovce im Osten und Südosten und Babie im Süden.

## Geschichte
Železník wurde zum ersten Mal 1382 als Vasaspathak schriftlich erwähnt, weitere historische Bezeichnungen sind unter anderen Vaspathak (1427), Zeleznik (1773) und Železník (1786). Im Jahr der Ersterwähnung war das Dorf Besitz des Geschlechts Aba aus Drienov. 1427 wurden 25 Porta verzeichnet, die Gutsherren stammten aus den Familien Somosy, Széchy, Szirmay, im 19. Jahrhundert Semsey und Ferenczy.
1789 hatte die Ortschaft 30 Häuser und 225 Einwohner, 1828 zählte man 34 Häuser und 277 Einwohner, die als Landwirte und Weber beschäftigt waren.
Bis 1918 gehörte der im Komitat Sáros liegende Ort zum Königreich Ungarn und kam danach zur Tschechoslowakei beziehungsweise heute Slowakei. Nach dem Zweiten Weltkrieg pendelte ein Teil der Einwohner zur Arbeit in Industriebetriebe vor allem in Giraltovce und Košice.

## Bevölkerung
| Jahr                | 1994 | 2004    | 2014    | 2024    |
| ------------------- | ---- | ------- | ------- | ------- |
| Anzahl der Personen | 440  | 465     | 460     | 457     |
| Unterschied         |      | +5,68 % | −1,07 % | −0,65 % |

| Jahr                | 2023 | 2024    |
| ------------------- | ---- | ------- |
| Anzahl der Personen | 459  | 457     |
| Unterschied         |      | −0,43 % |

Gemäß der Volkszählung 2011 wohnten in Železník 450 Einwohner, davon 440 Slowaken, sechs Roma und ein Russine. Fünf Einwohner machten keine Angabe zur Ethnie.
260 Einwohner bekannten sich zur Evangelischen Kirche A. B., 170 Einwohner zur römisch-katholischen Kirche, sieben Einwohner zur griechisch-katholischen Kirche, vier Einwohner zu den Zeugen Jehovas sowie jeweils ein Einwohner zu den Brethren und zur apostolischen Kirche. Drei Einwohner waren konfessionslos und bei sechs Einwohnern wurde die Konfession nicht ermittelt.

## Bauwerke
- moderne römisch-katholische Barmherzigkeitskirche
- moderne evangelische Kirche

## Verkehr
Nach Železník führt die Cesta III. triedy 3558 („Straße 3. Ordnung“) von Giraltovce (Anschluss an die Cesta I. triedy 21 („Straße 1. Ordnung“)) heraus, mit Lokalstraßenverbindungen Richtung Kračúnovce und Mičakovce.